# Xã Prairie, Quận Franklin, Missouri
Xã Prairie (tiếng Anh: Prairie Township) là một xã thuộc quận Franklin, tiểu bang Missouri, Hoa Kỳ. Năm 2010, dân số của xã này là 4.034 người.